# Whina Cooper
Whina Cooper (9 de diciembre de 1895, Te Karaka - 26 de marzo de 1994, Panguru), activista, maestra e historiadora neozelandesa. 
Fue su madre Hermina Te Wake y su padre Kare Pauro Kawatihi. Fue presidenta fundadora de la Liga de Bienestar de las Mujeres Maoríes de 1951 a 1957 y presidenta de Nueva Zelanda de los Derechos de la Tierra Maorí de 1975 a 1994.  Era una respetada kuia, que trabajó durante muchos años por los derechos de su pueblo y en particular para mejorar la suerte de las mujeres maoríes. 
Ella tuvo un hijo y una hija de su primer matrimonio con Richard Gilbert; y tuvo dos hijos y dos hijas de su segundo matrimonio con William Cooper.